# Simon Abney-Hastings
Pour les articles homonymes, voir Abney.
Simon Michael Abney-Hastings, 15e Comte de Loudoun (né en 1974) est un citoyen australien travaillant pour l'usine de textile de Wangaratta en Victoria. 
En 2004, le documentaire Britain's Real Monarch révèle la descendance directe de son père, Michael Abney-Hastings, de Georges Plantagenêt et réitère l'illégitimité du mariage d'Édouard IV et d'Élisabeth Woodville (illégitimité proclamée par le parlement en 1483, puis renversée en 1485), union dont descendent tous les monarques d'Angleterre depuis la Maison Tudor.